# Frans Jeppsson Wall
Frans Jeppsson Wall, ou simplement Frans, né le 19 décembre 1998 à Ystad, Skåne en Suède, est un chanteur suédois.
Le 12 mars 2016, il remporte la finale nationale, le Melodifestivalen 2016 et est choisi pour représenter la Suède au concours Eurovision de la chanson 2016 à Stockholm, en Suède avec la chanson If I Were Sorry.
Finalement, il termine le concours à la 5e position avec 261 points.

## Biographie

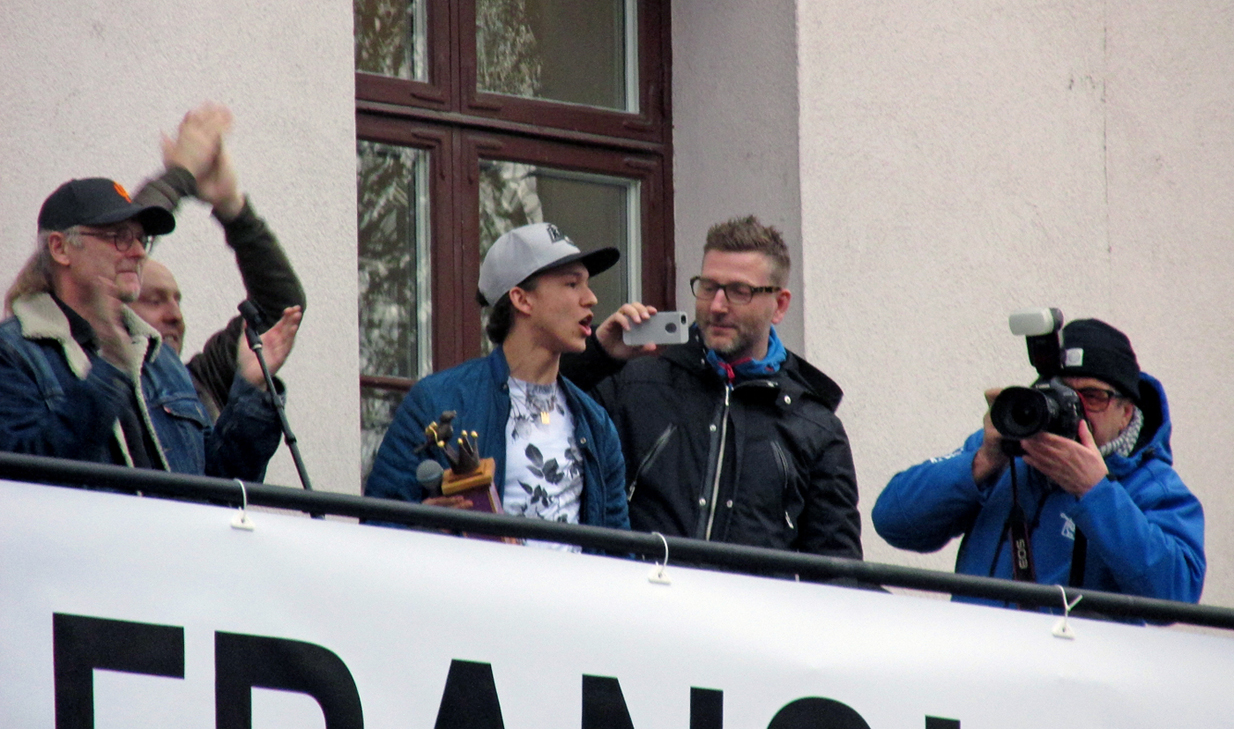
Frans Jeppsson Wall à Ystad en 2016.

Frans Jeppsson-Wall est le fils d'un père nigéro-britannique et d'une mère suédoise. Il a passé une partie de sa vie à Londres, et est bilingue anglais et suédois. Il vit actuellement dans sa ville natale, Ystad. 
Il enregistre son premier hit en 2006, à l'âge de huit ans, avec le groupe suédois Elias. Il s'agit de Who's Da Man, un hymne en l'honneur du joueur de football Zlatan Ibrahimović. Puis, il sort les chansons Kum med jul et Fotballfest, à l'occasion du Championnat d'Europe de football 2008. 
Il fait de la gym et joue au football. Ses sources d'inspiration musicales sont Bob Marley, Coldplay ou encore Jay-Z.

## Discographie

### Singles
| Année | Chanson                              | Classement | Notes                 |
| Année | Chanson                              | SWE        | Notes                 |
| ----- | ------------------------------------ | ---------- | --------------------- |
| 2006  | Who's da Man (Elias featuring Frans) | 1          |                       |
| 2006  | Kul med Jul                          | 24         |                       |
| 2008  | Fotbollsfest (Frans featuring Elias) | 1          |                       |
| 2016  | If I Were Sorry                      | 1          | Melodifestivalen 2016 |
| 2016  | Young like us                        | 89         |                       |